# Paragavialidium hainanensis
Paragavialidium hainanensis is een rechtvleugelig insect uit de familie doornsprinkhanen (Tetrigidae). De wetenschappelijke naam van deze soort is voor het eerst geldig gepubliceerd in 1985 door Zheng & Liang.